# Yo soy Bea
Yo soy Bea es una serie de televisión española, producida por Grundy Producciones para Telecinco bajo licencia de Canal RCN, adaptación de la colombiana Yo soy Betty, la fea.
Consecuentemente, los personajes originales fueron modificados y sus perfiles reescritos para la audiencia española, llegando al punto de crear una historia completamente nueva e inédita en el resto de sus adaptaciones tras la salida de los dos primeros protagonistas.
La ficción fue estrenada el 10 de julio de 2006 y finalizó el 16 de agosto de 2009, tras 773 episodios y más de tres años de emisión.

## Argumento
La serie cuenta cómo Beatriz Pérez Pinzón, una chica de 26 años, no tan bonita, pero altamente inteligente, entra a trabajar en la codiciada revista de moda y tendencias "Bulevar 21". Allí se enamora perdidamente de su jefe, Álvaro Aguilar, el joven y recientemente nombrado director de esta revista que la seduce con intenciones egoístas hasta que se acaba enamorando por primera vez de ella. 
Las decisiones de Álvaro Aguilar al frente de Bulevar 21 son muy cuestionadas: sus deseos de expansión de la revista por el mercado latinoamericano le llevan a alcanzar un acuerdo con el Grupo Tamarindo, una de las corporaciones editoriales más importantes de México. Sin embargo, Diego de la Vega, el hijo de uno de los fundadores de Bulevar 21, está convencido de que la gestión de Álvaro llevará la revista a la ruina, por lo que amaña el trato con Tamarindo. Tras el cese de las negociaciones, Bulevar 21 debe a la corporación mexicana 10.000.000 de euros en conceptos de fianza. Diego compra la deuda a Tamarindo y efectúa un embargo a la revista. Álvaro y su amigo Gonzalo (director de publicidad de la revista) deciden crear una empresa fantasma (21 Servicios Editoriales) con Bea como presidenta y traspasar todo el capital de Bulevar 21 a ella para que Diego no pueda embargar nada, siendo la clave del plan la seducción de Álvaro a Bea para que no les traicione, formando una relación basada en la mentira. 
Sin embargo, Bea acaba conociendo la verdad y rompe con Álvaro. Tras esto, aparece Sandra de la Vega, que no es otra que la limpiadora de la revista camuflada, hermana de Diego y Cayetana de la Vega. Junto a Bea, crean una nueva empresa (Elsa Comunicaciones), con la que pretenden comprar la deuda y evitar el embargo. Tras comprarla, Bea y Sandra se convierten en las propietarias de Bulevar 21 y mantienen a Álvaro como director general. Pero el joven director se encuentra con que, tras meses fingiendo una relación con la que fuese su secretaria, realmente ha llegado a sentir algo por ella. Su amor se verá truncado con la llegada de Ignacio Goñi, antiguo compañero de Bea en la universidad con la que pasa mucho tiempo. Álvaro, celoso de la nueva situación, decide nombrar a Bea directora adjunta de Bulevar. Su nombramiento coincidirá con la fiesta del 30 aniversario de la revista y, tras una noche memorable en la que Álvaro le demuestra su amor con un tierno beso, detenida por la policía por el alzamiento de bienes correspondiente a la empresa fantasma, pues Diego de la Vega encontró una prueba que la acusaba. Con Bea en los calabozos, Álvaro se asusta, decide hacer caso a Gonzalo y se van juntos al Caribe, pero el joven no puede soportar la idea de que su amada esté encerrada por su culpa y regresa a España. De vuelta, la policía lo detiene por el mismo motivo que Bea. 
Diego mueve ficha y alcanza un acuerdo con Álvaro: el joven director le cederá todo su paquete de acciones a cambio de que retire la denuncia contra Bea. Diego acepta, Bea liberada y Álvaro encarcelado. Ahora Bea regresa a Bulevar como directora adjunta, mientras que Diego se convierte en el nuevo director general y accionista mayoritario. Sandra de la Vega, que lleva más de un año escondiéndose bajo la persona ficticia de Sonsoles Prieto (la señora de la limpieza), decide desvelar su secreto y marcharse con su hija adoptiva, cediendo todas sus acciones a Bea. La exsecretaria, ahora empresaria, comienza una relación sentimental con Nacho, pero en el fondo sigue sintiendo cosas por Álvaro. Finalmente, el joven es puesto en libertad a punto de empezar las vacaciones navideñas. A la vuelta, descubre que su amada está con Nacho y decide buscar trabajo en el bar de un amigo de Carmelo, el padre de Bea. Empezará una relación con Olga, la fiscal que casualmente ha de juzgarle. 
Tras pasar el juicio y cuando todo parecía estabilizado, algo repentino ocurre: Francisco Aguilar, padre de Álvaro y director honorífico de Bulevar 21, fallece. Tras esta muerte, sale a la luz una verdad enterrada hace más de 30 años: Diego y Álvaro son hermanos, hijos de Francisco, quien tuvo una aventura con la madre de Diego. Álvaro jura ante la tumba de su padre que recuperará Bulevar 21 y acabará con Diego, para lo que decide usar la táctica del Caballo de Troya: se hará pasar por su mano derecha para, desde dentro, darle la estacada final. Antes, Álvaro corta con Olga, y Bea con Nacho y se produce un creciente acercamiento entre ellos. No obstante, Álvaro tiene como prioridad arrebatarle la dirección a Diego y reniega de algunas cosas que la vida de enamorado con Bea podrían ofrecerle. Álvaro, junto al banquero Daniel Echegaray Sr, fundan el Grupo Ilíada, con el que pretenden lanzar una oferta de compra sobre Bulevar. Diego, finalmente, vende la revista al grupo, falsamente presidido por un antiguo compañero de Álvaro en la cárcel. Diego es detenido y descubre el engaño de Álvaro. Un engaño que, a su vez, parece haberle costado el amor de Bea para siempre, al tener que fingir que la despreciaba delante de Diego para ganarse la confianza de este. 
Bea, tras conocer el desengaño, decide ir con Be, prima de Daniel Echegaray Jr. y con la que se entiende a las mil maravillas, a un balneario. Allí, la joven se someterá a un profundo cambio físico que pasa por soltarse la melena, depilarse las cejas, eliminar las gafas, los brackets y cambiar por completo su vestuario. Álvaro, que ve a una Bea transformada, le cuenta la verdad a Bea pero ella no le cree. Finalmente, la joven, a punto de irse a Miami a comenzar una nueva vida, lee un diario de Álvaro en el que se da cuenta de que siempre la ha amado y lo perdona finalmente. Ambos, ya juntos, van al enlace de Be, pero la joven deja plantada a su novio en el altar y Álvaro aprovecha para pedirle matrimonio a Bea. La joven acepta y ambos se casan para después emprender una nueva vida juntos en Miami.
Más tarde, la trama dio un giro completo, la protagonista pasó a ser Be, que debe demostrar ante todos, incluida su madre, que no necesita que nadie la mantenga y que puede cuidar de sí misma. Beatriz Berlanga Echegaray, una chica que quiere convertirse en periodista, se convierte finalmente en la protagonista absoluta de la serie junto a Roberto Vázquez, el redactor jefe, que más tarde, sería sustituido por César Villa, un periodista de investigación.
Se trata de una adaptación del original colombiano de Fernando Gaitán, en cuya escritura intervinieron, entre otros autores, Covadonga Espeso, Ariana Martín, Marta Azcona, Mercedes Rodrigo, Ignasi García, Roberto Goñi, Juanma Ruiz Córdoba, Beatriz G. Cruz, Verónica Viñé, Santi Díaz, Jordi Arencón, Daniel del Casar, Jessica Pires, Estefanía Salyers, Deysi Porras, Benjamín Zafra, Sara Alquézar, Daniel Corpas, Beatriz Duque, Daniel Castro, Remedios Crespo y Raquel Márquez.

## Reparto

### Primera etapa
- Ruth Núñez - Beatriz «Bea» Pérez Pinzón
- Alejandro Tous - Álvaro Aguilar Velasco
- Mónica Estarreado - Cayetana «Caye» de la Vega
- Norma Ruiz - Bárbara Ortiz Martín
- José Manuel Seda - Gonzalo de Soto
- David Arnaiz - Ricardo «Richard» López de Castro
- Ana Milán - Sandra de la Vega / Sonsoles Prieto
- Roberto Correcher - Santiago «Santi» Rodríguez
- Juan Lombardero - Francisco Aguilar
- Israel Rodríguez - José Ramón «Jota» López
- Aure Sánchez - Benito Lozano
- Berta de la Dehesa - Jimena Fernández
- Inma Isla - Elena Puente
- Carmen Ruiz - María Jesús «Chusa» Suárez
- Miguel Hermoso Arnao - Diego de la Vega
- Ana María Vidal - María del Carmen «Titina» Velasco
- Fedra Lorente - Margarita «Marga» Vivales
- Vicente Cuesta - Carmelo Pérez
- Borja Tous - Saúl Gutiérrez
- Ismael Fritschi - Mustang Sally
- Amanda Marugán - Paula Prieto / Paula de la Vega
- Eva Higueras - Andrea Benavente
- Eva Marciel - Olga Aranzadi
- Ángeles Martín - Rosalía "La Chali" Martín
- Emmanuel Esparza - Ignacio "Nacho" Goñi
- Sofía Monreal - Purificación "La Puri" González
- Carlos Manuel Díaz - Daniel Echegaray Senior
- Jorge Lucas - Daniel "Eche" Echegaray
- Belise Domínguez - Virginia Olsen

### Segunda etapa
- Mónica Estarreado - Cayetana de la Vega
- Miguel Hermoso Arnao - Diego de la Vega
- Rocío Peláez - Adriana Luque
- Patricia Montero - Beatriz "Be" Berlanga Echegaray
- Álex Adrover - Roberto Vázquez Díaz
- David Arnáiz - Ricardo López "Richard" de Castro
- Ángeles Martín - Rosalía "La Chali" Martín
- Inma Isla - Elena Puente
- Aure Sánchez - Benito Lozano
- Santiago Roldán - Aníbal
- Borja Tous - Saúl Gutiérrez
- Emmanuel Esparza - Ignacio "Nacho" Goñi
- Sofía Monreal - Purificación "La Puri" González
- Jorge Lucas - Daniel "Eche" Echegaray
- María José Goyanes - Alicia Echegaray viuda de Berlanga
- Fedra Lorente - Margarita "Marga" Vivales
- Miguel de Miguel como César Villa
- Carlos Manuel Díaz - Daniel Echegaray Senior
- Ana María Vidal como María del Carmen "Titina" Velasco viuda de Aguilar
- Elena de Frutos como Alexia "Alex"
- Raquel Meroño como Isabel Rocamora
- Marc Parejo como Ángel Nogales
- Rebeca Badía Benlloch como Noelia Abad
- Julio Vélez como Claudio Luque
- Noelia Rosa como Remedios "Reme"
- Adrián Lamana como Manuel "Lolo" López de Castro
- José María Sacristán como Lorenzo Olarte
- Lilian Caro como Julia
- Alejandra Lorente como Tania Lucena

## Cameos y apariciones especiales
En el capítulo 81 de la primera temporada (el 31 de octubre del 2006), aparece la cantante Julieta Venegas interpretándose a sí misma. La serie realizó en el capítulo número 103 un capítulo especial en el que reaparecía un antiguo novio de Richard, Alan Vázquez (papel interpretado por el presentador Jesús Vázquez). En torno al capítulo 200, el 23 y 24 de abril de 2007, Alessandro Lecquio quien interpretó el papel de Alexander Kirkpatrick, el exmarido de Bárbara. La serie también ha recibido visitas, cameos y actuaciones de otras cantantes como Malú (el 13 de marzo del 2007), Vega (el 15 de junio del 2007) o Lorena Gómez (el 10 de agosto del 2007). En el capítulo 357 (3 de enero de 2008) apareció el grupo La Quinta Estación cantando su canción "Sueños rotos". También ha participado la cantante Tamara, el dúo formado por Kiko & Shara y el grupo Il Divo.
Los protagonistas de la serie, Bea, Álvaro y Bárbara, dieron las campanadas en el año 2006 desde Valencia.
En el capítulo 600, Chali participó en el conocido programa de Telecinco Pasapalabra presentado por Christian Gálvez. 
Desde el capítulo 601 al 604, Boris Izaguirre como Boris Maldonado aceptó ser el guionista de la fotonovela de Bulevar 21.
Para celebrar los 700 capítulos y la boda de Adriana Luque y Diego de la Vega, Malú volvió a aparecer en la serie y también el torero Óscar Higares.

## Premios
TP de Oro
- Mejor telenovela (2006).
- Mejor telenovela (2007).

### Nominaciones
TP de Oro
- Mejor telenovela (2009).
- Mejor telenovela (2008).
- Mejor actriz — Ruth Núñez (2006).

Premios de la Unión de Actores y Actrices
- Mejor actriz revelación — Norma Ruiz (2007).
- Mejor actriz protagonista de televisión — Ruth Núñez (2007).
- Mejor actriz protagonista de televisión — Ruth Núñez (2006).

Fotogramas de Plata
- Mejor actriz de televisión — Ruth Núñez (2006).

Premios Zapping
- Mejor actriz — Ana Milán (2007).
- Mejor actriz — Ruth Núñez (2006).

## Audiencia y repercusión

### Una de las series más vistas
Desde su estreno, en julio de 2006, fue líder de audiencia en su franja de emisión en el 64,1 por ciento de sus emisiones de sobremesa con media acumulada de 26,2% de cuota. Ser líder de la franja de sobremesa le dio un gran número de espectadores porque en este periodo en España se vuelve a casa para comer. De hecho, la sobremesa es la segunda franja con mayor número de espectadores detrás del prime time, es decir, de la franja de noche.
Además, mantuvo liderazgo de su franja en 11 de 13 mercados autonómicos y establece amplia ventaja en el target comercial, incrementando su cuota en 4,5 puntos hasta alcanzar 31,7 por ciento. En el reparto de cuota por targets, la serie sigue consolidada como opción preferida por espectadores de 13 a 64 años y de todas las clases sociales a excepción de la baja.
Además, ha sido el espacio más visto del día en 60 ocasiones -por encima de las ofertas de prime time- y se ha situado por encima del 35% de cuota en 149 emisiones. 
Por otra parte, diez capítulos de la serie han congregado a más de 4 millones de espectadores. De ellos, dos han marcado sendos hitos en la historia de la serie: el capítulo emitido el 27/06/07 que fijó su máximo de cuota en 40,7% (4.124.000) y el capítulo programado el 25/05/07 supuso su récord de audiencia en miles de espectadores con 4.202.000 seguidores (38%).
El domingo 8 de junio de 2008, Telecinco trasladó su serial de sobremesa al prime time con gran acierto ya que una media de 8.226.000 espectadores y una cuota de pantalla del 42,1% vieron la transformación de Bea. La producción logró superar en 10,2 puntos al capítulo de Aída del domingo anterior. Ese capítulo de Yo soy Bea se situó como tercer programa más visto en 2008 -sin contar las retransmisiones deportivas- siendo emisión de una serie de ficción con mayor audiencia del año en España. Cabe destacar que el capítulo de la transformación de Yo soy Betty, la fea, ofrecido por Antena 3, también en prime time el 1 de abril de 2002 sedujo a audiencia media de 6.601.000 espectadores (42,4%). La Bea española supera la original en 1,6 millones de espectadores 6 años más tarde. El minuto de oro del día a las 23:17 congregó a 10.236.000 de espectadores, 51,7% de la audiencia y más de 14.000.000 de personas conectaron con la serie durante al menos un minuto.
El esperado capítulo, el 20 de junio en el que la pareja protagonista celebraban su gran boda rozó el 38% de cuota con más de 5 millones de espectadores (5.194.000) cifra prevista por Telecinco según anunciaban promociones de la cadena en las que el sacerdote esperaba que asistieran "cinco millones de invitados" a la ceremonia.
La cadena retrasó el inicio de este capítulo especial a las 23.30 horas, una hora más tarde de lo programado para evitar competencia con la prórroga de Croacia-Turquía en Cuatro de la que estuvieron pendientes más de 4 millones de espectadores.
En diferentes ocasiones, se ha repetido la serie a través del canal Divinity con buenos resultados de audiencia.
Como hitos dentro de este apartado cabe destacar: 
- 42,1 de cuota del domingo, 8 de junio del 2008.
- 40,7 de cuota del miércoles, 27 de junio del 2007.
- 40,6 de cuota del lunes, 2 de julio del 2007.
- 38,9 de cuota del viernes, 1 de junio del 2007.
- 38,5 del lunes, 7 de mayo del 2007.
- 38,4 del miércoles, 16 de mayo del 2007.
- 38,3 del martes, 22 de mayo del 2007.
- 38 del miércoles, 23 de mayo y del viernes, 25 de mayo del 2007.
- 37,9 de cuota del viernes, 20 de julio del 2008.
- 37,7% del martes, 8 de mayo del 2007 y del martes, 12 de diciembre del 2006.

En cuanto a número de espectadores, destacan: 
- 8.226.000 telespectadores del domingo, 8 de junio del 2008.
- 5.194.000 telespectadores del viernes, 20 de junio del 2008.
- 4.202.000 telespectadores del viernes, 25 de mayo del 2007.
- 4.124.000 telespectadores del lunes, 27 de junio del 2007.
- 4.122.000 telespectadores del lunes, 2 de julio del 2007.
- 4.096.000 telespectadores del viernes, 1 de diciembre del 2006.
- 4.069.000 telespectadores del viernes, 1 de junio del 2007.
- 4.052.000 telespectadores del viernes, 2 de febrero del 2007.
- 4.046.000 telespectadores del lunes, 11 de junio del 2007.
- 4.019.000 telespectadores del miércoles, 4 de julio del 2007.

La serie no sólo tiene éxito de audiencias donde registra una media del 26,2% de cuota. El encuentro digital que la protagonista mantuvo con sus fanes el jueves 8 de marzo de 2007 se saldó con 5.480 visitas que registraron un total de 57.330 páginas vistas.
El blog de la serie, que comenzó a funcionar en la primera semana de julio de 2006, acumula 8.015.000 páginas vistas, 20.842 mensajes y 37.304 fotografías enviadas por los feonautas.

### En cifras
Un equipo de profesionales formado por más de 100 personas han trabajado durante tres años para hacer posible que 'Yo soy Bea' estuviera cada tarde en la pantalla de Telecinco. Algunas de las cifras que ilustran su trabajo son:
- 7.989 horas de rodaje.
- 66.843 minutos grabados.
- 29.081 páginas de guion escritas.
- 19.275 secuencias.
- 460 actores y actrices.
- 7.500 figurantes.
- 9.800 cambios de vestuario.
- 290 localizaciones.

### Feonautas
Se conoce con este término al seguidor o fan de la serie de esta serie de televisión.
La palabra feonauta surgió en la serie, en la que la protagonista Beatriz Pérez Pinzón suele iniciar sus comentarios al público en off con la frase: "Queridos feonautas,...". En el blog oficial de la protagonista que se actualiza diariamente se retoma este término con frecuencia. De ahí que los colaboradores de dicho blog y en general, los fanes de la serie lo hayan adoptado como propio.

## Formato doméstico
La serie se ha editado en DVD en dos formatos: íntegra, a la venta en quioscos de toda España junto a la revista Mía y en formato resumido.
Pese a todo, los 773 episodios de la ficción nunca han sido editados al completo en formato doméstico..

### Versión íntegra
Desde 2007, la revista femenina Mía comenzó a regalar a sus lectores la colección en DVD de «Yo soy Bea» editada por Vale Films. Las primeras siete entregas incluyeron siete capítulos cada una, correspondientes con el inicio de la serie. A partir de la octava semana, la distribución se ajustó al ritmo de emisión televisiva: cada nuevo DVD contenía los cinco capítulos emitidos la semana anterior y estaba disponible en kioscos cada jueves junto a la revista con un precio de 5,95 € por entrega.
La colección se extendió hasta completar un total de 96 DVD, abarcando la etapa protagonizada por Ruth Núñez (Bea), llegando hasta el capítulo 481, que marca el comienzo de la segunda etapa de la ficción.

### Lanzamiento en formato resumido
Además de la colección semanal, en 2007, se lanzó la primera temporada de la serie en DVD en un formato resumido editada por Vale Films. Esta edición recopilaba los momentos más relevantes de la trama original.
La segunda temporada fue comercializada bajo el mismo formato en 2008, también por Vale Films. La tercera parte de la serie jamás llegó a editarse.

## Curiosidades
- Durante el trascurso de la historia, el elenco fue modificado de manera que, al final, 5 de los actores se mantuvieron durante toda la emisión. Estos son: Miguel Hermoso Arnao, Fedra Lorente, Aure Sánchez, David Arnaiz y José María Sacristán (el último siendo secundario hasta los últimos capítulos de la telenovela).
- Miren Ibarguren, popular actriz vasca conocida por su papel en Escenas de matrimonio y ahora también por su papel de Soraya en Aída (serie de televisión) podría haber interpretado el papel de Bea para la serie así como Claudia Molina, de Ana y los 7. Pero al final, Ruth Núñez fue elegida para el papel porque el director Rafael de la Cueva dijo: "Tuve claro que ella era Bea y que con esa actriz iríamos al fin del mundo".
- Carolina Cerezuela podría haber interpretado a Bárbara Ortiz.
- El capítulo final debía emitirse en horario de prime time (22:00) pero debido a que en esos momentos se jugaba la Eurocopa 2008 se retrasó su emisión durante 2 horas, tiempo que necesitó Turquía para derrotar a Croacia tras 90 minutos de partido, 30 minutos de prórroga y penaltis.
- En 2017, la serie se reemitió a través del canal Divinity resalada en formato panorámico. Para su promoción, la cantante Ana Mena regrabó el tema original de la ficción, 'Te falta veneno', originalmente cantado por Edurne. Se pudo escuchar en cortinillas del canal durante el anuncio de la reemisión de la serie.